# Petitia domingensis
Petitia domingensis är en kransblommig växtart som beskrevs av Nikolaus Joseph von Jacquin. Petitia domingensis ingår i släktet Petitia och familjen kransblommiga växter. Inga underarter finns listade i Catalogue of Life.